# Стеркс, Нина
Нина Стеркс (нидерл. Nina Sterckx; род. 26 июля 2002, Sint-Denijs-Westrem, Фламандский регион) — бельгийская тяжелоатлетка, серебряный призёр чемпионатов Европы 2023 и 2025 годов, бронзовый призёр Чемпионата Европы 2021 и 2022 годов, выступающая в весовой категории до 55 и 59 кг. Участница летних Олимпийских игр 2020 года в Японии и 2024 года во Франции.

## Биография
Нина Стеркс родилась 26 июля 2002 года.

## Карьера
На чемпионате Европы 2017 года среди юниоров выступила в категории до 53 кг и подняла 151 кг. Это позволило ей стать 11-й.
В следующем году она приняла участие на взрослом чемпионате Европы в Бухаресте, где Нина превзошла свой прошлогодний результат на 13 килограммов, подняв 73 кг в рывке и 91 в толчке. На молодёжном чемпионате Европы она ещё на 10 килограммов превзошла свой лучший результат, став бронзовым призёром. Стеркс продолжила улучшать личные рекорды, подняв на взрослом чемпионате мира 81 килограмм в рывке и 101 в толчке, став 24-й среди сильнейших тяжелоатлеток мира.
В 2019 году Стеркс выиграла молодёжный чемпионат мира, подняв в сумме 175 килограммов. На взрослом чемпионате мира она вновь улучшила свои результаты, подняв 187 килограммов в сумме (85 + 102). Этот результат позволил ей стать восемнадцатой. В том же году она выиграла юниорский чемпионат Европы (в категории до 49 кг) и взяла серебро на молодёжном чемпионаты Европы (в категории до 55 кг), подняв 176 и 190 килограммов, соответственно. Она также стала четвёртой на турнире в Мальте в категории до 59 кг, повторив своё лучшее достижение (190 кг).
В апреле 2021 года на Чемпионате Европы в Москве, бельгийская тяжёлоатлетка в олимпийской весовой категории до 55 кг, с результатом 197 килограммов стала бронзовым призёром чемпионата Европы.
На чемпионате Европы 2022 года в Тиране завоевала бронзовую медаль в категории до 55 килограммов. 
В Ереване, на чемпионате Европы 2023 года в категории до 59 кг завоевала серебряную медаль с результатом 209 кг по сумме двух упражнений. В отдельных упражнениях также ей достались две малые серебряные медали.
В феврале 2024 года на чемпионате Европы в Софии Нина в категории до 59 кг завоевала малую серебряную медаль в упражнении рывок (101 кг). Во втором упражнении все три её подхода оказались безрезультатными. Летом выступила на Олимпиаде в Париже, но не сумела взять ни одного веса и завершила выступление без результата.
На чемпионате Европы 2025 года в Кишинёве в весовой категории до 59 кг завоевала серебряную медаль с итоговым результатом 207 кг. В упражнении "рывок" стала победителем (94 кг), в упражнении "толчок" была третьей (113 кг).